# Stuart Gillard
Stuart Gillard (* 28. April 1950 in Coronation, Alberta) ist ein kanadischer Filmregisseur, Drehbuchautor und Schauspieler.

## Leben
Im Jahr 1971 gab er mit einer Rolle in dem Film The Reincarnate sein Debüt im Filmgeschäft. Bis in die späten 1980er hinein war er ab und an als Schauspieler tätig, unter anderem trat er 1978 in einer kleinen Rolle in dem Film F.I.S.T. – Ein Mann geht seinen Weg in Erscheinung.
Seine ersten Erfahrungen im Filmgeschäft als Autor sammelte er bei der The Sonny and Cher Show in den Jahren 1976/77. Daran anschließend war er als Drehbuchautor an verschiedenen Fernsehproduktionen beteiligt. Im Jahr 1982 gab er mit dem Film Das blaue Paradies sein Debüt als Regisseur. Als Regisseur ist sowohl für das Kino wie auch dem Fernsehen tätig. Als Fernsehregisseur inszenierte er mehrere Episoden von Serien wie 90210 und One Tree Hill, zudem drehte er einige Fernsehfilme für ABC Family und den Disney Channel.
Im Jahr 1990 konnte er einen Gemini Award für seinen Mitarbeit an der Fernsehserie Das Mädchen aus der Stadt gewinnen. 1995 gewann er den CableACE für eine von ihm inszenierte Episode der Serie Outer Limits – Die unbekannte Dimension. Zehn Jahre später wurde er mit dem DGA Award für seinen Film Der große Kampf ausgezeichnet.

## Filmografie (Auswahl)
- 1973: Die Odyssee der Neptun (The Neptune Factor)
- 1978: F.I.S.T. – Ein Mann geht seinen Weg (F.I.S.T.)
- 1982: Das blaue Paradies (Paradise)
- 1993: Turtles III
- 1995–1999: Outer Limits – Die unbekannte Dimension (The Outer Limits, Fernsehserie, drei Folgen)
- 2003: Das Wunder der Lions (Full Court Miracle)
- 2004: Der große Kampf (Going to the Mat)
- 2005: Zwexies – Die Zwillingshexen (Twitches)
- 2006: Im Bann der dunklen Mächte (The Initiation of Sarah)
- 2007: Zwexies – Die Zwillingshexen zum Zweiten (Twitches Too)
- 2008: War Games 2: The Dead Code
- 2009: KikeriPete (Hatching Pete, Fernsehfilm)
- 2012: Monster gegen Mädchen (Girl vs. Monster, Fernsehfilm)